# Eu când vreau să fluier, fluier (piesă de teatru)
Eu când vreau să fluier, fluier este o piesă de teatru scrisă de Andreea Vălean în 1997. Piesa a fost scrisă în timpul studenției sale și reprezintă debutul ei ca autoare. În 2010 a fost adaptată într-un film omonim regizat de Florin Șerban.

## Vezi și
- Listă de piese de teatru românești